# Agmina hamata
Agmina hamata là một loài Trichoptera trong họ Ecnomidae. Chúng phân bố ở miền Australasia.